# Білейка
Біле́йка (рос. Билейка) — присілок у складі Богдановицького міського округу Свердловської області.
Населення — 276 осіб (2010, 253 у 2002).
Національний склад станом на 2002 рік: росіяни — 97 %.